# Комељанс
Комељанс је насеље у Италији у округу Удине, региону Фурланија-Јулијска крајина.
Према процени из 2011. у насељу је живело 206 становника. Насеље се налази на надморској висини од 540 м.

## Становништво
| 1951. | 1961. | 1971. | 1981. | 1991. | 2001. | 2011. |
| ----- | ----- | ----- | ----- | ----- | ----- | ----- |
| 1.839 | 1.619 | 1.131 | 918   | 738   | 637   | 532   |